# José Díaz Morales
José Díaz Morales (Toledo, 31 de julio de 1908-1976) fue un director y guionista de cine español.

## Biografía
Trabajó como periodista en El Heraldo de Madrid. En 1936 publicó "¡Zas1 Gulliver en el país de la calderilla!", con prólogo de Miguel de Unamuno. Tras el estallido de la Guerra Civil emigró a México donde desarrolló la casi totalidad de su carrera cinematográfica.
En 1950 fue galardonado con la medalla otorgada por el Círculo de Escritores Cinematográficos por su participación en la elaboración del guion de La Revoltosa.
Su labor como director y guionista abarca un total de 60 películas, como director 30 películas y como guionista 14 películas.

## Filmografía como director y guionista
- Jesús de Nazareth (1942)
- Cristóbal Colón (1943)
- Una gitana en México (1945)
- La culpable (1946)
- Palabras de mujer (1946)
- Por un amor (1946)
- Carita de cielo (1947)
- Pecadora (1947)
- El capitán de Loyola (1949)
- Paz (1949)
- Cabellera blanca (1950)
- La malcasada (1950)
- La Revoltosa (1949)
- Tacos joven (1950)
- La tienda de la esquina (1951)
- Noche de perdición (1951)
- Retorno al quinto patio (1951)
- Salón de belleza (1951)
- Cartas a Ufemia (1952)
- El dinero no es la vida (1952)
- Amor, qué malo eres! (1953)
- La segunda mujer (1953)
- Mi papá tuvo la culpa (1953)
- Yo soy muy macho (1953)
- Martes 13 (1954)
- Reventa de esclavas (1954)
- Necesito un marido (1955)
- Esposas infieles (1956)
- Juventud desenfrenada (1956)
- Al compás del rock and roll (1957)
- La virtud desnuda (1957)
- Concurso de belleza (1958)
- La rebelión de los adolescentes (1959)
- Manicomio (1959)
- Siete pecados (1959)
- Por ti aprendí a querer (1960)
- Besito a Papa (1961)
- Confidencias matrimoniales (1961)
- Las cosas prohibidas (1961)
- Sobre el muerto las coronas (1961)
- Estos años violentos (1962)
- Las recién casadas (1962)
- Los secretos del sexo débil (1962)
- La Revoltosa (1963)
- Profanadores de tumbas (1966)
- El barón Brakola (1967)
- Mujeres, mujeres, mujeres (1967)
- Esta noche si (1968)
- Un nuevo modo de amar (1968)
- El amor y esas cosas (1969)
- Las infieles (1969)
- No juzgarás a tus padres (1969)
- Préstame a tu mujer (1969)
- El manantial del amor (1970)
- Ha entrado una mujer (1970)
- La rebelión de las hijas (1970)
- El sinvergüenza (1971)
- La hora desnuda (1971)
- Besos, besos... y mas besos (1973)
- Adorables mujercitas (1974)

## Filmografía como director
- Adulterio (1945)
- Los amores de un torero (1945)
- Pervertida (1946)
- Una gitana en Jalisco (1947)
- Señora Tentación (1948)
- La edad peligrosa (1950)
- Pobre corazón (1950)
- Secretaria particular (1952)
- La engañadora (1955)
- Los chiflados del rock and roll (1957)
- Tinieblas (1957)
- Mundo, demonio y carne (1960)
- Matrimonios juveniles (1961)
- El cara parchada (1962)
- Los bárbaros del norte (1962)
- Yo, el mujeriego (1962)
- El hacha diabólica (1965)
- Las amiguitas de los ricos (1967)
- Los que nunca amaron (1967)
- Atacan las brujas (1968)
- El satánico (1968)
- Muchachas, muchachas, muchachas (1968)
- Noches prohibidas (1969)
- La amante perfecta (1970)
- Las cadenas del mal (1970)
- Los ángeles de la tarde (1972)
- El imponente (1973)
- Mujercitas (1973)
- El primer amor (1974)
- Mi amorcito de Suecia (1974)

## Filmografía como guionista
- Canto a mi tierra (1938)
- Regalo de reyes (1942)
- Dos corazones y un tango (1942)
- Canto a las Américas (1943)
- Me ha besado un hombre (1944)
- Pasión gitana (1945)
- Aventura (1945)
- Revancha (1948)
- Solamente una vez (1948)
- Sacrificio sublime (1950)
- Mi noche de bodas (1955)
- Las pecadoras (1968)
- Un camino (1973)
- El sexo sentido (1981)

## Premios
Medallas del Círculo de Escritores Cinematográficos
| Año  | Categoría   | Película     | Resultado |
| ---- | ----------- | ------------ | --------- |
| 1950 | Mejor guion | La Revoltosa | Ganador   |